# Glenbrook (Neuseeland)

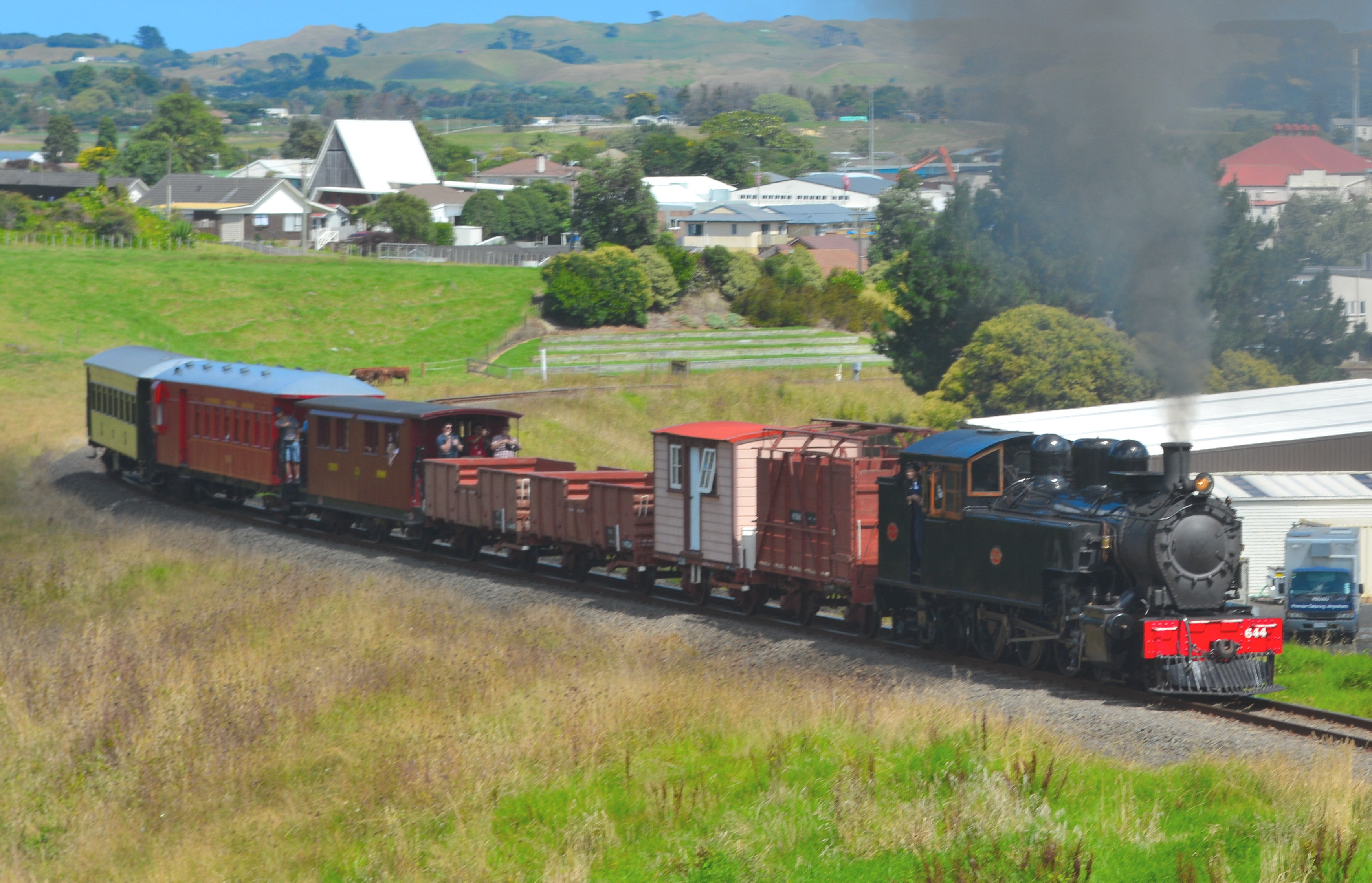
Museumseisenbahn in Glenbrook

Glenbrook ist ein Industriestandort im ehemaligen Franklin District der auf der Nordinsel von Neuseeland. Seit November 2010 gehört die Siedlung zum Auckland Council.

## Geographie
Glenbrook befindet sich 14 km westlich von Pukekohe am Waiuku River, der hier aufgrund seiner Breite wie ein Nebenarm des Manukau Harbour wirkt.

## Bevölkerung
Zum Zensus des Jahres 2013 zählte der Ort 2145 Einwohner, verteilt auf 768 Haushalte. Der Altersdurchschnitt der Bevölkerung war 43,6 Jahre und das durchschnittliche Einkommen wurde mit 32.700 NZ$ ermittelt.

## Wirtschaft
Die Siedlung ist Standort von Neuseelands größtem Stahlwerk, New Zealand Steel. In der Siedlung und der Umgebung leben die Menschen außerdem von der Landwirtschaft.

## Sehenswürdigkeit
Glenbrook ist für seine Museumseisenbahn Glenbrook Vintage Railway bekannt.